# Сушево (Великопольське воєводство)
Сушево (пол. Suszewo) — село в Польщі, у гміні Орхово Слупецького повіту Великопольського воєводства.
У 1975-1998 роках село належало до Конінського воєводства.